# Mary McCormack
Mary Catherine McCormack (Plainfield, Nueva Jersey; 8 de febrero de 1969) es una actriz estadounidense.
Es conocida por sus papeles en series de televisión como Justine Appleton en Murder One (1995-1997), Kate Harper en West Wing (2004-06) y como Mary Shannon en In Plain Sight (2008-2012).
Ha aparecido en películas como Private Parts (1997); Deep Impact (1998); True Crime (1999); High Heels and Low Lifes (2001); K-Pax (2001); Right at Your Door (2006), Mistery Alaska y Habitación 1408 (2007).

## Vida personal
McCormack nació en Plainfield, Nueva Jersey. Es hija de Norah Magdalene Ross y William McCormack. Sus padres se divorciaron en 1990. Tiene una hermana, Bridget, profesora de abogacía en la Universidad de leyes de Míchigan, y un hermano, William, que también es actor.
McCormack estudió en la Wardlaw-Hartridge School en Edison, Nueva Jersey. En 1987, luego de finalizar con la preparatoria, hizo una carrera de inglés y pintura en el prestigioso Trinity College en Hartford, Connecticut, aunque nunca llegó a graduarse.
En julio de 2003 se casó con el productor de la serie televisiva Brothers & Sisters. Han tenido tres hijas: Margaret, nacida en 2004; Rose, nacida en 2007; y Lillian, nacida el 10 de septiembre de 2011. Mary es la madrina de la hija de Frederick Weller, su compañero en la serie In Plain Sight.

## Carrera
McCormack empezó a actuar a los 12 años con la ópera Gian Carlo Menotti's Christmas, Amahl and the Night Visitors y varios musicales.
Mary interpretó el papel de Justine Appleton en la serie Murder One (1995–1997) y también participó en la serie de HBO K Street, aunque solo fueron emitidos 4 capítulos. Interpretó a la esposa de Howard Stern en la película Private Parts. In 2004, Mary McCormack se unió al personal de The West Wing como la asesora suplente de Seguridad Nacional y exoficial de la CIA Kate Harper. Su personaje fue creciendo y tomando importancia rápidamente y llegó a participar en 3 temporadas de la serie hasta su temporada final.
En 2008 McCormack comenzó a protagonizar la serie de USA Network In Plain Sight, interpretrando a Mary Shannon, Marshal de los Estados Unidos delegada a la ciudad de Albuquerque, Nuevo México, como parte del Programa Federal de Protección de Testigos (WITSEC). El 28 de julio de 2010, el show fue renovado para una cuarta y quinta temporada para 2011 y 2012 respectivamente.
En 2008 McCormack fue nominada para el Tony Award como Mejor actuación de Actriz invitada, por la interpretación de Gretchen en la comedia de Broadway Boeing boeing.

## Filmografía

### Film
| Año  | Título                                                           | Rol                    | Notas         |
| ---- | ---------------------------------------------------------------- | ---------------------- | ------------- |
| 1994 | Miracle on 34th Street                                           | Myrna Foy              |               |
| 1995 | Backfire!                                                        | Sarah Jackson          |               |
| 1997 | Colin Fitz Lives!                                                | Moira                  |               |
| 1997 | Private Parts                                                    | Alison Stern           |               |
| 1997 | Fathers' Day                                                     | Virginia Farrell       | Sin acreditar |
| 1997 | The Alarmist                                                     | Sally                  |               |
| 1998 | Deep Impact                                                      | Andrea Baker           |               |
| 1998 | Harvest                                                          | Agente Becka Anslinger |               |
| 1999 | Getting to Know You                                              | Leila Lee              |               |
| 1999 | True Crime                                                       | Michelle Ziegler       |               |
| 1999 | Mystery, Alaska                                                  | Donna Biebe            |               |
| 1999 | The Big Tease                                                    | Monique                |               |
| 2000 | Other Voices                                                     | Anna                   |               |
| 2000 | The Broken Hearts Club: A Romantic Comedy                        | Anne                   |               |
| 2000 | Gun Shy                                                          | Gloria Minetti-Nesstra |               |
| 2000 | East of A                                                        | Daphne                 |               |
| 2001 | BigLove                                                          | Phoebe                 | Corto         |
| 2001 | High Heels and Low Lifes                                         | Frances                |               |
| 2001 | World Traveler                                                   | Margaret               |               |
| 2001 | K-PAX                                                            | Rachel Powell          |               |
| 2002 | Full Frontal                                                     | Linda                  |               |
| 2003 | Dickie Roberts: Former Child Star                                | Grace Finney           |               |
| 2005 | Madison                                                          | Bonnie McCormick       |               |
| 2006 | Right at Your Door                                               | Lexi                   |               |
| 2006 | For Your Consideration                                           | Mujer Peregrina        |               |
| 2007 | 1408                                                             | Lily                   |               |
| 2009 | Streetcar                                                        | Directora de casting   | Corto         |
| 2012 | Should've Been Romeo                                             | Ellen                  |               |
| 2014 | Scooby-Doo! WrestleMania Mystery                                 | Sra. Richards          |               |
| 2015 | A Country Called Home                                            | Amanda                 |               |
| 2016 | An American Girl Story – Maryellen 1955: Extraordinary Christmas | Kay Larkin             |               |
| 2017 | The Crash                                                        | Sarah Schwab           |               |
| 2017 | Drone                                                            | Ellen Wistin           |               |
| 2017 | Alien Code                                                       | Rebecca Stillman       |               |
| 2020 | Unpregnant                                                       | Debra Clarke           |               |
| 2025 | Vicious                                                          |                        | En producción |

### Televisión
| Año          | Título                               | Rol                           | Notas |
| ------------ | ------------------------------------ | ----------------------------- | --- |
| 1994         | Law & Order                          | Rickie                        | Episodio: "Doubles" |
| 1995         | The Wright Verdicts                  | Beth Eckhart                  | Episodio: "Family Matters" |
| 1995–1997    | Murder One                           | Justine Appleton              | Protagónico; 41 episodios |
| 1997         | Murder One: Diary of a Serial Killer | Justine Appleton              | Miniserie |
| 2001         | More, Patience                       | Patience More                 | Film para TV |
| 2002         | Julie Lydecker                       | Julie Lydecker                | Film para TV |
| 2003         | K Street                             | Maggie Morris                 | Protagónico; 10 episodios |
| 2003, 2006   | ER                                   | Debbie                        | 6 episodios |
| 2004         | Traffic                              | Carole McKay                  | Miniserie Nominada – Prism Award por Actuación en miniserie o película para TV                                                                                |
| 2004–2006    | The West Wing                        | Kate Harper                   | Recurrente (temporada 5); protagónico (temporadas 6–7); 48 episodios Nominada – Screen Actors Guild Award por Actuación Coral en Serie Dramática (2005, 2006) |
| 2008         | Law & Order: Criminal Intent         | Alguacil Marshal Mary Shannon | Episodio: "Contract" |
| 2008–2012    | In Plain Sight                       | Alguacil Marshal Mary Shannon | Protagónico; 61 episodios Nominada – Prism Award for Actuación en Episodio Dramático (2009)                                                                   |
| 2013         | Welcome to the Family                | Caroline Yoder                | Protagónico; 5 episodios |
| 2013         | Escape from Polygamy                 | Leann                         | Film para TV |
| 2014         | Scandal                              | Lisa Elliot                   | Episodio: "The State of the Union" |
| 2014         | The Newsroom                         | Molly                         | 2 episodios |
| 2015         | House of Lies                        | Denna Altshuler               | 7 episodios |
| 2016         | Divorce                              | Kathy DeSantis                | Episodio: "Weekend Plans" |
| 2016–2017    | Chelsea                              | Ella misma                    | 8 episodios |
| 2016–2017    | Angie Tribeca                        | Abigail Liukin                | 3 episodios |
| 2017         | When We Rise                         | Roberta Kaplan                | Miniserie |
| 2017         | Loaded                               | Casey                         | Protagónico; 8 episodios |
| 2018–present | 25 Words or Less                     | Ella misma                    | Invitada recurrente, también productora ejecutiva |
| 2018         | Falling Water                        | Taylor Bennett                | 8 episodios |
| 2018–2019    | Will & Grace                         | Janet Adler                   | 2 episodios |
| 2018         | For the People                       | Chloe Daniels                 | Episodio: "The Library Fountain" |
| 2018–2019    | The Kids Are Alright                 | Peggy Cleary                  | Protagónico, 23 episodios |
| 2019         | Into the Dark                        | Lilith                        | Episode: "Treehouse" |
| 2021–2023    | Heels                                | Willie Day                    | Protagónico, 16 episodios |

| Año  | Título         | Notas                        |
| ---- | -------------- | ---------------------------- |
| 2010 | In Plain Sight | Episodio: "Father Goes West" |

## Teatro
| Año  | Título        | Rol          | Notas     |
| ---- | ------------- | ------------ | --------- |
| 1999 | Cabaret       | Sally Bowles | Reemplazo |
| 2008 | Boeing-Boeing | Gretchen     |           |